# Peperomia incana
Peperomia incana es una especie de planta con flores de la familia Piperaceae, nativa del estado de Espírito Santo, Brasil. Es cultivada ampliamente en otros lugares como ornamental.

## Galería

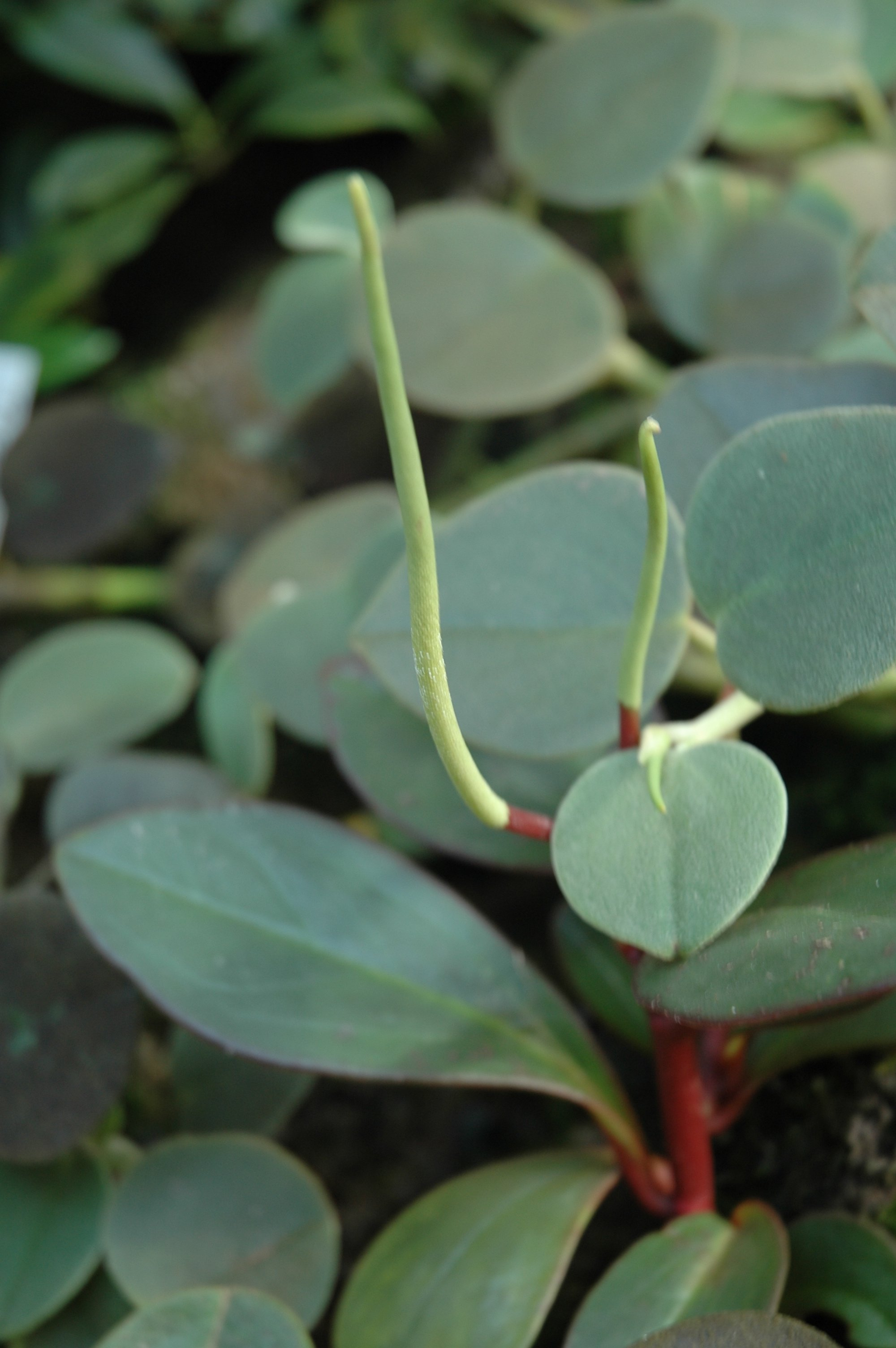
Inflorescencias en detalle, Jardín Botánico de Jena, Alemania
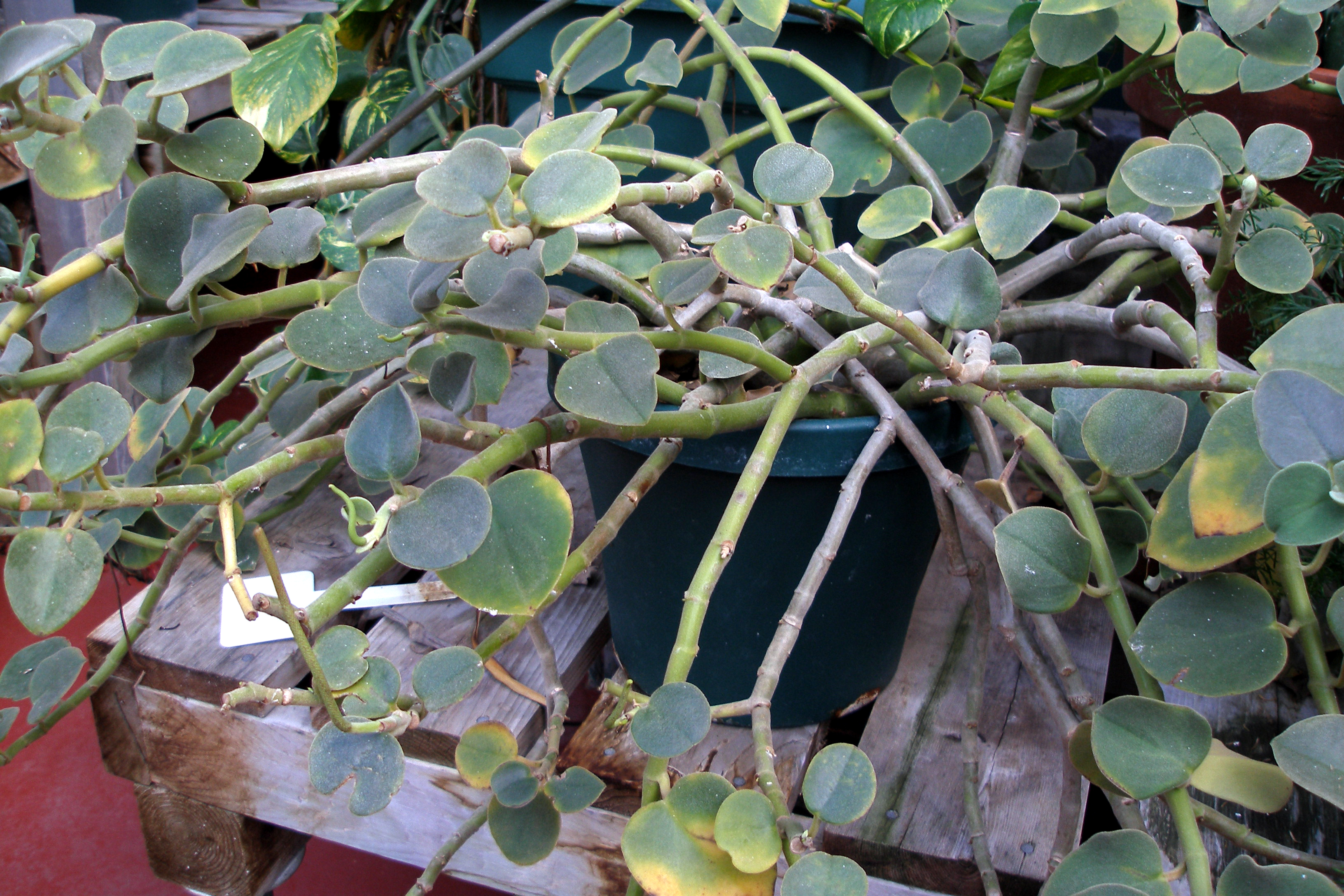
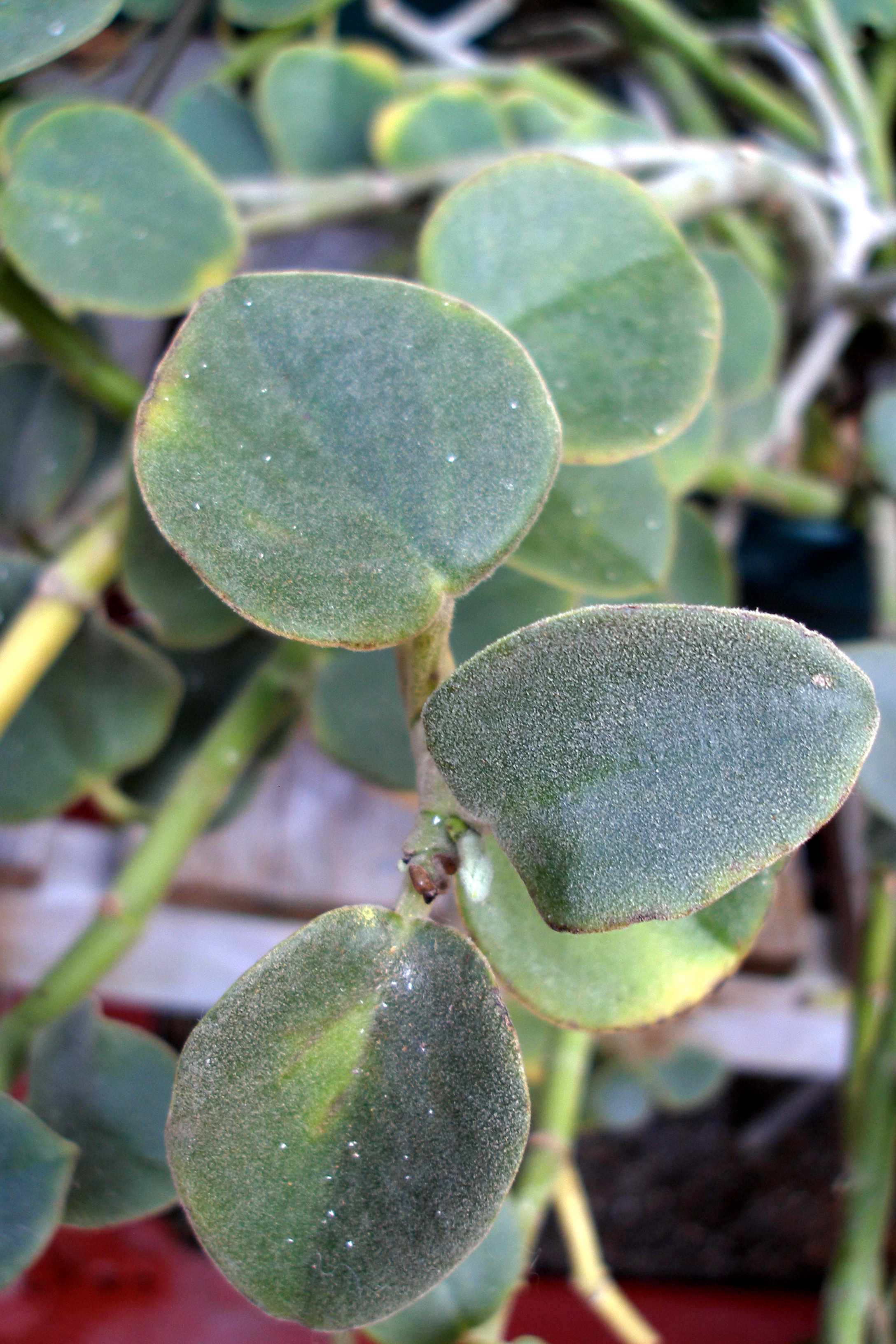